# Aktove, Voznesensk
Aktove (în ucraineană Актове) este un sat în comuna Trîkratî din raionul Voznesensk, regiunea Mîkolaiiv, Ucraina.

## Demografie
Componența lingvistică a localității Aktove
     Ucraineană (94,45%)
     Rusă (3,65%)
     Română (1,27%)
     Alte limbi (0,16%)
Conform recensământului din 2001, majoritatea populației localității Aktove era vorbitoare de ucraineană (94,45%), existând în minoritate și vorbitori de rusă (3,65%) și română (1,27%).